# Брюс Стілман
Брюс Вільям Стілман (англ. Bruce William Stillman; нар. 16 жовтня 1953, Мельбурн, Австралія) — австралійсько-американський молекулярний біолог і біохімік, онколог, фахівець з реплікації ДНК. Професор Лабораторія у Лабораторії у Колд-Спрінг-Харбор, з якою пов'язане майже вся його життя. Відомий відкриттям Origin recognition complex.

## Біографія
Закінчив з відзнакою Сіднейський університет (бакалавр). У 1979 році в Австралійському національному університеті в John Curtin School of Medical Research здобув ступінь доктора філософії. З того ж 1979 року і до сьогодення у Лабораторії у Колд-Спрінг-Харбор, спочатку постдок, з 1981 року в науковому штаті, нині ж її президент (з 2003) і CEO, а також іменний професор (William J. Matheson Professor) біології раку, з 1992 року директор онкоцентру цієї лабораторії, з 1994 року директор лабораторії (наступник Джеймса Ватсона).

## Нагороди та визнання
- 1976—1978: Премія аспірантів Співдружності
- 1979—1980: Член фундації з дослідження онкології Деймона Раньона — Волтера Вінчелла
- 1982—1987: Науковий співробітник фонду Ріта Аллен
- 1986: Премія за заслуги — Національний інститут охорони здоров'я
- 1993: Член Лондонського королівського товариства[2]
- 1994: Медаль Джуліан Веллс, Конференція з геному, Австралія
- 1996: Запрошений професор Університету Айови
- 1999: Орден Австралії
- 2000: Іноземний член Національної академії наук США[3]
- 2000: Член Американської академії мікробіології
- 2001: Doctor of Humane Letters honoris causa, Університет Гофстра[en]
- 2001: Doctor of Science (honoris causa), Нью-Йоркський технологічний інститут
- 2001: Асоційований член Європейської організації молекулярної біології
- 2001: Doctor of Science (honoris causa), Державний університет Нью-Йорку у Стоні-Брук
- 2004: Премія Альфреда Слоуна за онкологічні дослідження
- 2006: Медаль Кертина за досконалість у медичних дослідженнях, Школа медичних досліджень Джона Кертіна[en], Австралійський національний університет
- 2007: Doctor of Science, (honoris causa), Університет Лонг-Айленду[en]
- 2008: Doctor of Science (honoris causa), Сіднейський університет
- 2008: член Американської академії мистецтв і наук[4]
- 2010: Премія Луїзи Гросс Горвиць, Колумбійський університет[5]
- 2012: член-кореспондент Австралійська академія наук[6]
- 2013: Член Національної академії наук США
- 2014: Американське товариство з біохімії та молекулярної біології[en]
- 2016: член Національної академії винахідників[7]
- 2018: Doctor of Science, (honoris causa), Університет Кларксона[en][7]
- 2019: Міжнародна премія Гайрднера[8]
- 2019: член Американської академії досліджень раку[9]